# Passeggiata delle Cattive

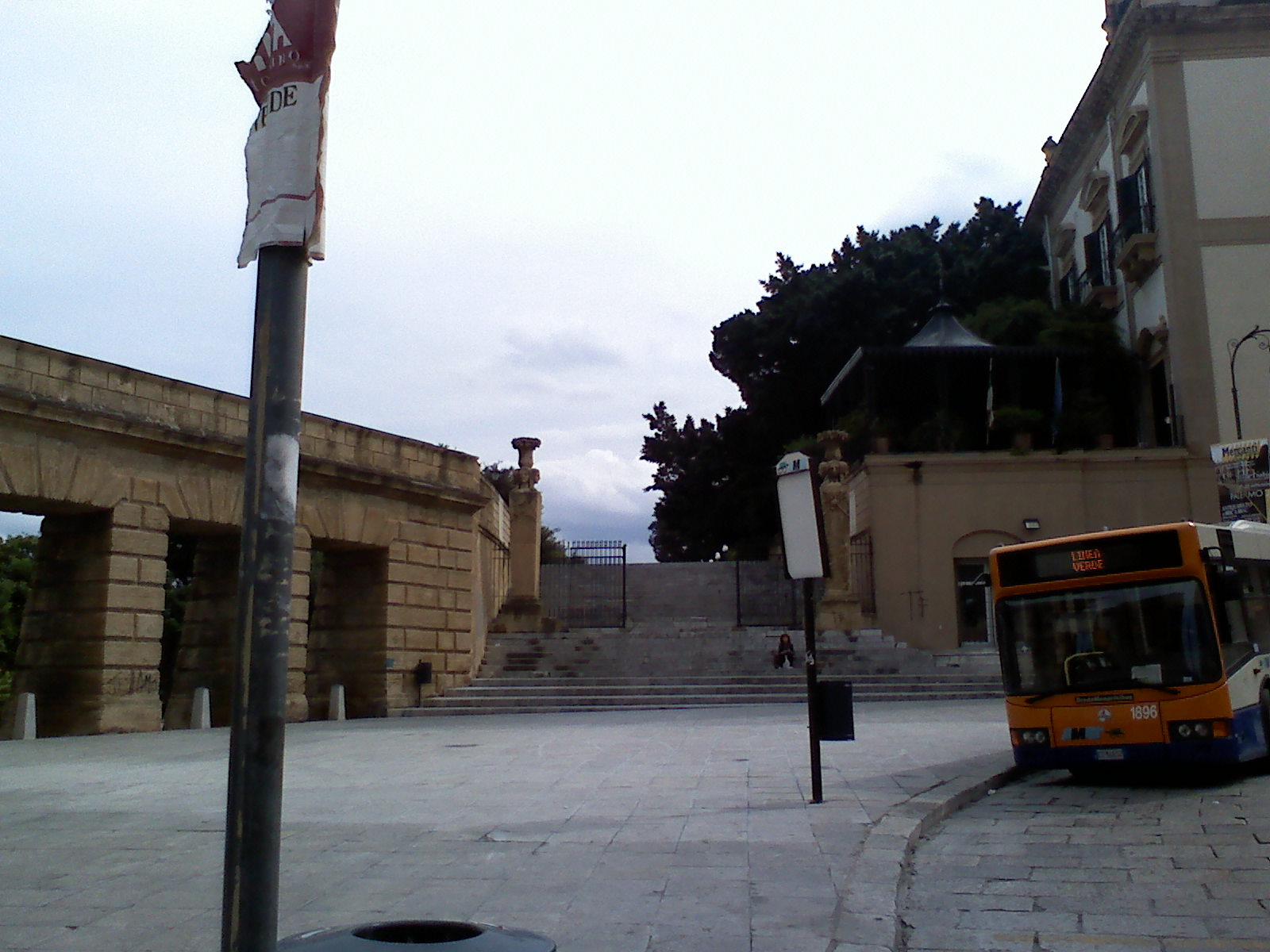
L'entrée de la promenade

La passeggiata delle Cattive ou passeggiata alle Mura delle Cattive dans sa configuration actuelle est un monument de Palerme du XIXe siècle.

## Étymologie
Il s'agit d'une terrasse surplombant la mer située sur les murs civiques près de la Porta Felice et à proximité du Foro Italico.

## Histoire
La promenade existant depuis la fin du XVIIe siècle a été perfectionnée dans ses formes actuelles par le marquis Lucchesi Palli en 1813, endommagée par les violents bombardements aériens de la Seconde Guerre mondiale (en mai 1943), abandonnée à l'oubli et inutilisée jusqu'en 1997 lorsque l'administration municipale a commencé les travaux de restauration. En 1998, elle a été rouverte pour un usage public.
On y accède par un escalier situé sur la Piazza Santo Spirito, à côté du Palais Benso. Les terrasses privées donnent sur la promenade ainsi que celles du palais Benso ainsi que celles des palais Butera, Piraino, Lampedusa et de l'ancien hôtel Trinacria.
En mars 2014, la Passeggiata delle Cattive a été saisie par le pouvoir judiciaire pour vandalisme et instabilité mais, après l'exécution des travaux d'entretien, a de nouveau été rouverte au public.